# Лінн-Канал

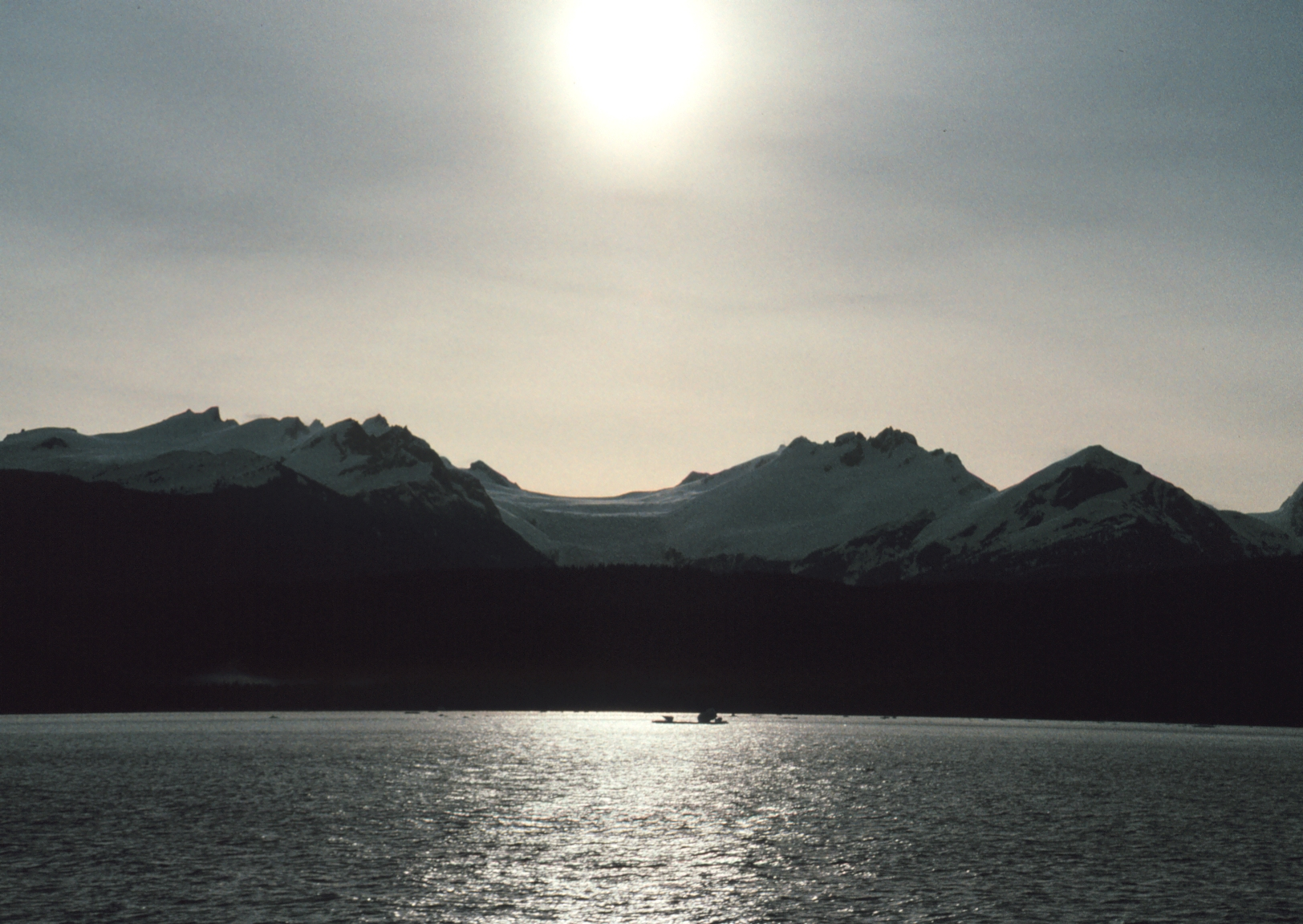
Лінн-Канал, біля Хейнс

Лінн-Канал (англ. Lynn Canal) — затока у північно-східній частині Тихого океану на території штату Аляска, США.

## Фізико-географічна характеристика
Лінн-Канал розташований у північній частині протоки Чатем і відокремлений від океану архіпелагом Олександра. Затока розтягнулася на 140 км від гирла річки Чилкат на півдні до протоки Чаеам й Стівена, ширина становить від 5 до 19 км. Має глибини до 2000 м. Лінн-Канал найглибший фіорд в Північній Америці і є одним з найглибших і найдовших у світі.
На східному узбережжі затоки починається Береговий хребет, Лінн-Канал є найпівнічнішим фіордом на підступах до нього.
На березі затоки розташовано боро (округ) Гейнс, південніше якого канал ділиться на дві частини. Західна частина каналу веде до гирла річки Чилкат, а східна частина переходить в затоку Тайя. Південніше цього поділу Лінн-Канал є судноплавним. Іншими населеними пунктами на березі затоки є Даї і Скагвей.

## Транспорт
Лінн-Канал є складовою ланкою Внутрішнього проходу, тому є вельми важливим водним шляхом яким курсують кораблі та пороми, найпотужнішим перевізником є Alaska Marine Highway.
Під час золотої лихоманки була побудована залізниця White Pass and Yukon Railway, яка тимчасово припиняла свою діяльність після закінчення лихоманки, проте отримала друге дихання при розробці корисних копалин у Фаро, Майо і Клінтон-Крик й остаточно була закрита у 1982 році після виснаження родовищ.
Нині в розробці перебуває будівництво автостради Lynn Canal Highway.

## Історія
Затока була досліджена у 1794 році Джозефом Уїтбі з команди Ванкувера. Ім'я каналу у 1798 році дав капітан Джордж Ванкувер, назвавши його за іменем своєї малої батьківщини Кінгс-Лінн, Англія. У 1890-х роках Лінн-Каналом проходив основний маршрут старателів на Аляску, до місць клондайкської золотої лихоманки.
Наприкінці XIX і початку XX століть у затоці сталося кілька великих аварій. 24 жовтня 1918 року потонув корабель Princess Sophia, на борту якого було 350 осіб, що їхали на південь зимувати. 7 вересня 1952 року на північний захід від Джуно зазнав аварії корабель Princess Kathleen, понад 400 осіб, що знаходилися на борту були врятовані. Особливу цінність для учених представляє корабель Clara Nevada, на якому свої експедиції по Тихому океану здійснював відомий учений Жан Луї Агассіс. Корабель загорівся з невідомої причини в 1898 році та потонув. Крім того, на березі знаходяться залишки кораблів Islander і Griffson, які затонули в 1898 році, але були витягнуті на берег на початку XX століття.